# 懷諾特 (內布拉斯加州)
懷諾特（英語：Wynot）是位於美國內布拉斯加州錫達縣的村。

## 人口
根據2020年美國人口普查的數據，懷諾特的面積為0.48平方千米，皆為陸地。當地共有人口217人，而人口密度為每平方千米452人。